# Conflito de Cabinda
O Conflito de Cabinda é uma insurgência separatista em curso, travada pela Frente de Libertação do Enclave de Cabinda (FLEC) contra o governo de Angola. A FLEC visa a restauração da autoproclamada República de Cabinda, localizada dentro das fronteiras da província de Cabinda, em Angola, que teve inicio na década de 60 durante a era colonial portuguesa. Entre as razões do conflito armado estão a do factor económico, pois Cabinda é um enclave rico em petróleo, manganésio, fosfatos, e possui muitas florestas.
As raízes do conflito remontam à era colonial portuguesa e a guerra colonial e têm a sua origem na exigência de que província ultramarina de Cabinda deveria ser uma república independente. A FLEC inicialmente combateu entre os anos de 1963 a 1974-1975 contra o governo colonial português tendo em vista a independência. Segundo a FLEC, Cabinda nunca foi parte integrante da Angola Portuguesa e não possuía ligações administrativas, laços geográficos ou históricos com Angola. Supostamente, após o 25 de Abril de 1974, Cabinda terá sido anexada no âmbito das negociações do acordo de Alvor, que conduziria à independência de Angola, onde foram intervenientes os três principais agrupamentos políticos do país na época: o MPLA, a UNITA e a FNLA. Um dos signatários, posteriormente primeiro ministro português (a partir do Outono de 1975), José Baptista Pinheiro de Azevedo, disse que o documento era um pedaço de papel sem valor. Excluída das negociações, a FLEC, passou a dirigir a sua luta contra os angolanos. A partir dessa época, a posse do enclave de Cabinda tem sido reivindicada pelos independentistas que desencadearam uma actividade de guerrilha protagonizada por várias facções. Os recursos petrolíferos de Cabinda são enormes representando 60 por cento das reservas do petróleo de Angola, o que contribuíu para a persistência do conflito.
Desde então, um conflito latente manifesta-se no enclave, um dos mais antigos em África. Em 2006, foi assinado um acordo de paz, embora os signatários da FLEC não tivessem permissão comprovada para fazer tal acordo. O conflito irrompeu novamente na primavera de 2010, quando os guerrilheiros atacaram um maxibombo com os jogadores de futebol de Togo, o que levou os líderes de Cabinda no exílio a pedirem desculpa. Na sequência desse episódio, foram feitas várias detenções, contestadas por organizações da sociedade civil de Cabinda e internacionais de defesa dos direitos humanos, como a Human Rights Watch [carece de fontes?].
Segundo a Organização das Nações e Povos Não Representados, Cabinda está sujeita a uma ocupação militar. António Bento Bembe, que liderou a FLEC, é actualmente um ministro angolano sem pasta encarregado dos direitos humanos em Angola.